# Bitva o Nanking (1853)
Bitva o Nanking (1853) (čínsky : 太平军攻占南京) bylo střetnutí povstalecké armády Nebeské říše velkého míru pod velením Chung Siou-čchüana a sil věrných dynastii Čching o město Nanking. Trvala od 8. do 19. března 1853. Dne 15. března začala vláda evakuovat město. Po dobytí udělal Chung Siou-čchüan z Nankingu hlavní město své Nebeské říše velkého míru.